# Predrag Matvejević
Predrag Matvejević (Mostar, 7 d'octubre del 1932 - Zagreb, 2 de febrer del 2017) fou professor titular del Departament de Llengua i Literatura Eslaves a la Universitat La Sapienza de Roma. També fou president del Consell de la Fundació Laboratori Mediterrani de Nàpols, vicepresident internacional del PEN club de Londres, membre del «grup de savis» de la Comissió Europea a Brussel·les i membre fundador de l'Associació Sarajevo de París i de Roma.
Va estudiar Filosofia Romana i Clàssica a les universitats de Sarajevo i de Zagreb. Doctor en Estètica Comparada per la Universitat de París III. Va dirigir la Càtedra de Literatura Francesa a la Universitat de Zagreb.
Les seves obres, escrites en croat i en francès, són una denúncia a la guerra fratricida i a la depuració ètnica a l'antiga Iugoslàvia. Entre les més conegudes trobem: Ces moulins à vent (1977), Lettres ouvertes-exercices de morale (1985), La Yougoslavité d'aujourd'hui (1982), Bréviaire méditerranéen (1987) —edició francesa el 1993, i guanyadora del premi Millor Llibre Estranger 1999 (França), Premi europeu Ch. Veillon (Suïssa), Premi Malaparte (Itàlia)—, Entre asile et exil (1995), Le miroir de la mer Méditerranéenne (2002) i L'autre Venise (2003), Premi Strega europeu (Itàlia). Fou condecorat pel govern francès amb la Legió d'Honor.